# Рекреаційні ресурси
Рекреаційні ресурси — сукупність природно-технічних, природних, соціально-економічних комплексів та їх елементів, що сприяють відновленню та розвитку духовних та фізичних сил людини, її працездатності. При сучасній та перспективній структурі рекреаційних потреб і техніко-економічних можливостях використовуються для прямого і опосередкованого споживання та надання курортних і туристичних послуг. До них відносять явища та об'єкти природного і антропогенного походження, що використовуються для туризму, відпочинку і лікування впливають на територіальну організацію рекреаційної діяльності, формування рекреаційних районів (центрів), їх спеціалізацію та економічну ефективність.

## Типи

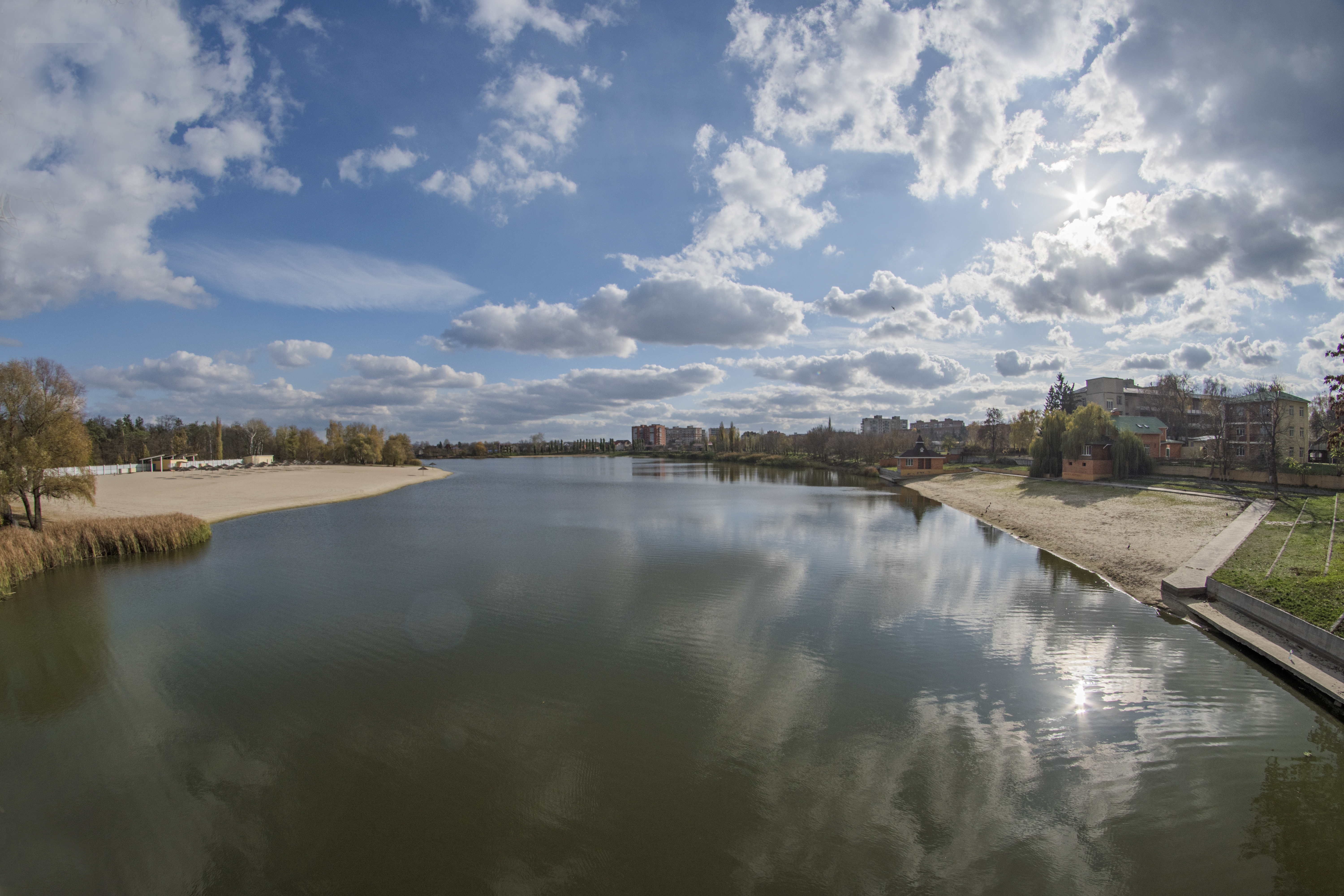
Курорт Миргород

Розрізняють соціально-економічні, історико-культурні, природні та біо-антропогенні ресурси рекреаційної діяльності:
- Природні. До них належать природні та природно-антропогенні геосистеми, природні об'єкти, явища і процеси, які володіють внутрішніми і зовнішніми властивостями й характерними рисами для організації сезонної або цілорічної рекреаційної діяльності. У межах природних рекреаційних ресурсів можна виокремити кліматичні (Французька Рив'єра, Південне узбережжя Криму), ландшафтні (Йосеміті, Канівські гори), орографічні, гідрологічні (Затока, Гідропарк), бальнеологічні (Карлові Вари, Трускавець), біотичні, грязьові, водні та інші ресурси. У свою чергу кожен із цих видів складається з окремих підвидів, наприклад бальнеологічні ресурси поділяються на мінеральні води різного хімічного складу, а отже, і різної лікувальної дії[2].
- Біо-антропогенні. національні парки (Єллоустоун, Святі гори), заказники, заповідники (Асканія-Нова), зоопарки (Дрезденський, Київський), ботанічні сади (К'ю, Чернівецький), дендропарки (Грейфсвальдський, Софіївка).
- Історико-культурні. До них включають місця, які пов'язані з життям і діяльністю видатних історичних осіб, території, де збереглися яскраво виражені етнографічні особливості, культові споруди і релігійні центри (Потала, Почаївська Успенська лавра), музеї (Лувр, Харківський музей природи), картинні галереї, рекреаційно привабливі пам'ятки історії, архітектури (Акрополь, Хотинська фортеця), археології тощо. Всі ці рекреаційні ресурси приваблюють людей з метою задоволення їх духовних потреб і здатні задовольнити жагу до пізнання, зміни довкілля для психофізіологічного відновлення особистості.
- Соціально-економічні. До них відносяться санаторії, готелі, ресторани, транспорт, спортивно-оздоровчі заклади, сфера послуг тощо.

## Види
Після порівняння всіх факторів привабливості рекреаційно-туристичних ресурсів, вчені дійшли висновку, що і надалі основним джерелом задоволення туристичних потреб залишається природній потенціал.
Значною різноманітністю характеризуються рекреаційні ресурси океанів та морів. Поширення набувають туристські подорожі на кораблях (круїзи), підводне полювання, спортивне рибальство, віндсерфінг, подорожі на яхтах і катамаранах. Основні берегові рекреаційно-туристичні райони:
- Атлантичний океан: Середземноморське узбережжя Південної Європи та Північної Африки, узбережжя Біскайської затоки, Північного, Балтійського та Чорного морів, півострова Флорида, островів Куба, Гаїті, Багамських, райони міст та міських конгломерацій Атлантичного узбережжя Північної та Південної Америки.
- Тихий океан: Гавайські острови і східне узбережжя Австралії, острів Хайнань (Китай), узбережжя Японського моря, райони міст та міських конгломерацій узбережжя Північної та Південної Америки.
- Індійський океан: острів Шрі-Ланка, район прибережних міських конгломерацій Індії, східне узбережжя острова Мадагаскар.

До основних видів рекреаційних ресурсів належать:
- міста-курорти або курортні місцевості;
- релігійно-культові комплекси та окремі споруди, розташовані поза межами населених пунктів;
- давні міста, фортифікаційні споруди (печерні міста, фортеці тощо), каменярні;
- міста — столичні та історичні центри;
- передгір'я та гірські країни;
- лісові масиви;
- узбережжя річок, озер та водосховищ;
- узбережжя теплих морів.

## Екологічні проблеми
Екологічний стан території впливає на характер використання рекреаційних ресурсів — чистота або забрудненість вод, повітря, ґрунтів, порядок або безладдя в соціально-політичному житті суспільства, економіці країни. Найгострішими екологічними проблемами багатьох держав світу є забрудненість повітря, поверхневих вод, вод морів і океанів, розповсюдження СНІДу, тероризм, наркоманія, а також осередки десятків великих та малих військових конфліктів, що не припиняються. А також однією з проблем є неповноцінне використання багатих рекреаційних ресурсів. Ситуація ускладнюється тим, що рекреаційний попит найбільш високий. У щільнонаселених урбанізованих районах існує високий рекреаційний попит попит, що ускладнює ситуацію. Територія інтенсивно використовується іншими сферами господарства, а не в оздоровчих цілях.

## Районування
Так як і інші ресурси рекреаційні ресурси, також розташовані нерівномірно. Рекреаційні ресурси можна поділити за регіонами: Європа, Азія, Африка, Північна Америка, Центральна та Південна Америка, Австралія та Океанія.

### Європа
Європа має в своєму розпорядженні сприятливі рекреаційні ресурси і надалі залишається основним регіоном світу в сфері санаторно-курортного лікування, відпочинку та туризму.
Позитивні якості:
- високий рівень економічного розвитку;
- вигідне економіко-географічне розташування;
- зручне транспортне сполучення з іншими країнами;
- зростаюча урбанізація;
- розвинена рекреаційна інфраструктура.

### Азія
Останнім часом Азія набирає все більшої популярності, що сприяє швидкому розвитку рекреаційної сфери.
Фактори які сприяють розвитку:
- велика різноманітність етнічного складу (екзотика);
- розміщення в межах території важливих центрів паломництва;
- територію омивають три океани, багато морів, де проходять основні воднотранспортні комунікації;
- різноманітні і багаті природні ресурси та культурно-історична спадщина;
- сусідство з великим рекреаційним ринком (Європа).

Негативні фактори розвитку рекреації:
- невисокий рівень економічного розвитку більшості країн, непідготовленість до прийому туристів;
- слабкий розвиток транспортних комунікацій, нестабільність внутрішньополітичного становища у більшості азійських країн;
- непридатність значної частини територій (пустелі, скелі, гори, джунглі) для організації масового туризму.

Основні постачальники туристів є розвинені країни Європи (Велика Британія, Франція, Німеччина, Італія, Нідерланди, Бельгія, Скандинавські країни), а також США, Канада, Австралія, Нова Зеландія. З країн Африки найбільші потоки рекреантів спостерігають під час паломництва в Мекку та Медину.

### Африка
Сьогодні Африка є важливим рекреаційним регіоном, так як має великий потенціал для розвитку туристичної сфери. Для африканського регіону є дуже важливим і вигідним розвивати туристичну галузь. У розвитку рекреаційних ресурсів важливу роль відіграють уряди країн, які вбачаючи в туризмі важливу статтю прибутку, а інколи навіть єдиний шлях економічного підняття.
Привабливість африканського регіону полягає в:
- чудові піщані пляжі;
- теплий клімат, сонячні дні протягом всього року;
- екзотична флора і фауна (заповідники, національні парки, які зберегли свій первісний стан).
- унікальні історичні та культурні пам'ятки (Єгипетські піраміди);

Туристів відштовхує ряд факторів, які притаманні Африці:
- природні умови в окремих районах (спека, суховії, чисельні опади);
- низькій рівень економічного розвитку;
- слабо розвинена рекреаційна інфраструктура (розміщення туристів, транспортні сполучення);
- нестабільне політичне положення в деяких країнах.

### Північна Америка
Рекреаційний регіон Північної Америки включає в себе такі високорозвинуті країни як Канаду і США. Північна Америка омивається трьома океанами — Атлантичним, Тихим та Північним Льодовитим, має вигідне економіко-географічне положення. Регіон має високий рівень рекреаційної інфраструктури, включаючи всі види транспортних комунікацій. Регіон знаходиться на перетині важливих морських комунікацій та повітряних трас, має в розпорядженні велику територію, яка володіє природним та соціально-економічним потенціалами та людськими ресурсами.

### Центральна та Південна Америка
Цей регіон включає всі країни Латинської Америки. Не дивлячись на те, що дуже швидко розвивається туристичний бізнес в Мексиці та в країнах Карибського моря на міжнародному рекреаційному ринку він займає дуже незначне місце. Існують фактори які мають негативний вплив:
- низький рівень економічного розвитку та тяжке матеріальне становище населення в окремих країнах регіону;
- недостатній розвиток рекреаційної інфраструктури в більшості країн Латинської Америки;
- віддаленість від інших щільно населених регіонів, де формуються значні рекреаційні потоки (Європа, Азія);
- слабо розвинуті транспортні комунікації;
- відсутність в більшості латиноамериканських країнах політичної стабільності.

Авіаційний транспорт є основним, щоби потрапити до Латинської Америки. Пересування по регіону відбувається автомобільним транспортом. Залізничний транспорт не використовується.
Основними іноземними туристами є громадяни сусідніх держав, із європейських країн: Іспанія, Італія, Німеччина, Англія, Франція.

### Австралія та Океанія
Регіон Австралія та Океанія знаходиться далеко від туристичних ринків, а також від транзитних, повітряних та морських ліній. Однак останнім часом в цьому регіоні спостерігається швидкий розвиток рекреаційної діяльності.
За останнє десятиліття потік туристів збільшився більш ніж на два рази. На все більш прибуткову діяльність перетворюється туристична індустрія в регіоні. По надходженню іноземної валюти на Таїті рекреаційно-туристична галузь зайняла друге місце (після експорту кокосового горіха). Більш ніж третина працездатного населення зайнята туристичним бізнесом на Гавайських островах.